# 자동차 문화
자동차 문화는 자동차에 대한 문화를 일컫는 단어이다. 자동차 문화는 한나라의 국민들이 가진 자동차 선호 선향과 척도를 그대로 보여주는 지표이기도 하다.

## 설명
자동차 문화는 자동차 동호인들이 즐겨하는 자동차 모임이나 한나라의 운전자들이 정해진 교통 법규를 그대로 준수하는 것에서도 그대로 나타난다. 자동차 문화가 잘 발달된 나라에서는 교통 법규를 잘 준수하며 선진적인 자동차 시민의식을 가진 나라가 된다. 자동차 모임에서도 다른 사람들에 피해주는 선이 없이 건전한 모임을 가져야 자동차 문화도 발달하게 된다. 또한 질좋고 우수한 자동차들을 많이 양산하며 미래의 세대들에게 과거의 조상이 타고 다녔던 오래된 올드카를 잘 보존하는 것도 자동차 문화에 있어서 중요한 요소 중에 하나가 된다.

## 같이 보기
- 자동차
- 문화